# DOSEMU
DOSEMU – oprogramowanie maszyny wirtualnej dla systemu DOS. Umożliwia on pośrednio uruchamianie programów napisanych dla DOS pod systemem operacyjnym Linux (wymaga w tym celu uruchomienia jednej z wersji DOS-a).
DOSEMU nie jest jednak uniwersalnym emulatorem. Korzysta on w szczególności z cech jądra Linuksa, a także, jako że nie emuluje procesora, wymaga on procesora zgodnego z i386. Do programów emulujących procesor, bądź pełny komputer klasy PC należą Bochs oraz Virtual PC (darmowy od wersji 2004).
Poza Linuksem DOSEMU może być uruchamiany, choć nie w pełni, na innych systemach, np. FreeBSD bądź NetBSD.
DOSEMU pozwala na uruchamianie programów napisanych dla trybu rzeczywistego oraz niektórych korzystających z DPMI. Możliwe jest, z dużym trudem, uruchomienie pod DOSEMU również systemu Windows 3.1 oraz niektórych programów pod tym systemem działających.